# Monosoupape

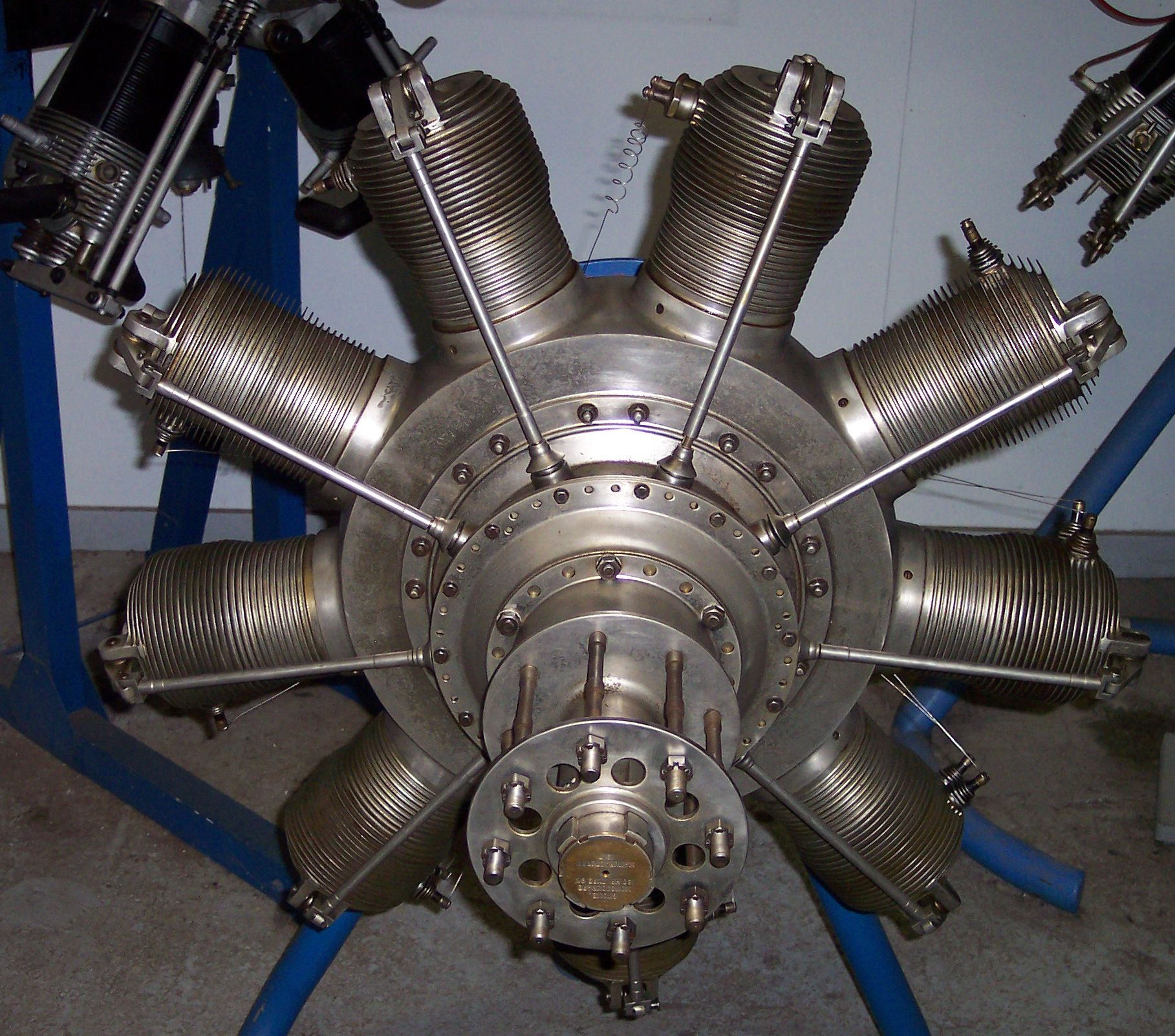
Gnôme 9N Monosoupape

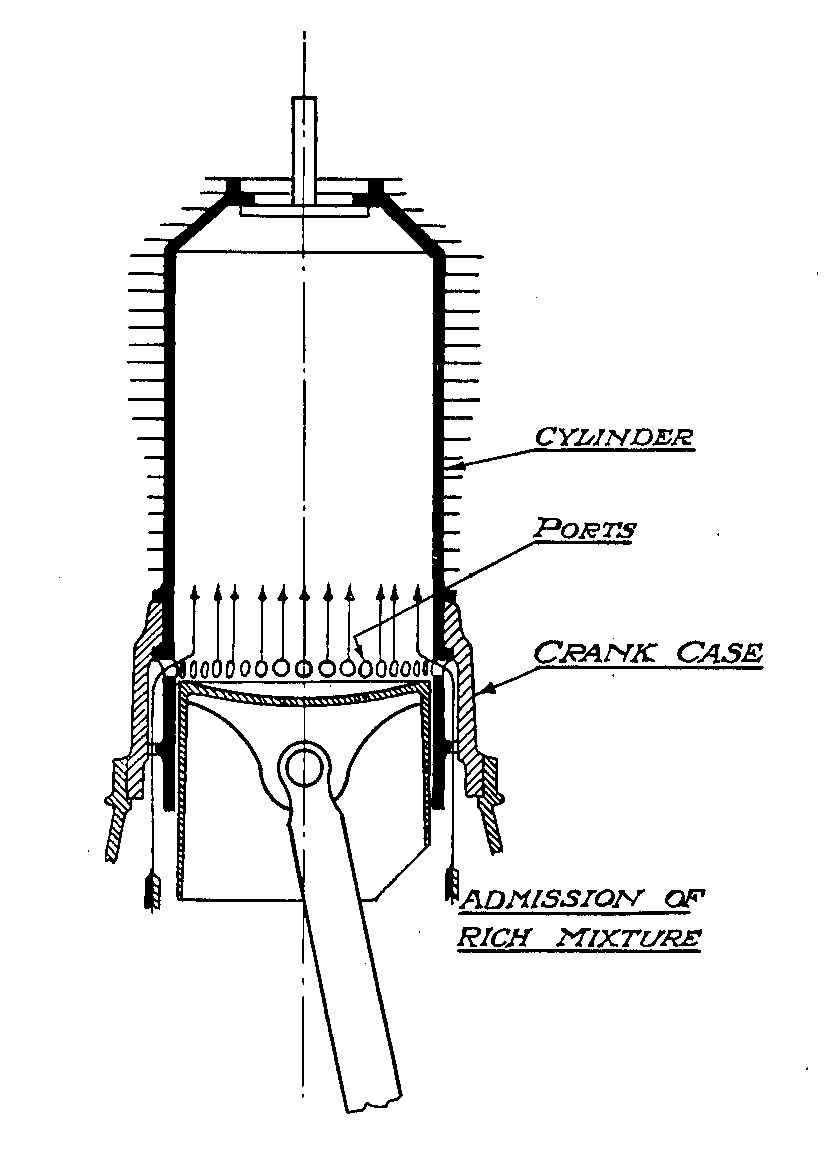
Schnitt durch einen Zylinder

Monosoupape (französisch so viel wie Einventiler) ist die Bezeichnung für eine Bauart von Viertakt-Umlaufmotoren, die keinerlei Einlassventile mehr haben, sondern in jedem Zylinder nur noch ein gesteuertes Auslassventil mit veränderbarem Hub. Das Kraftstoff-Luft-Gemisch wird durch die hohle Kurbelwelle in das Kurbelgehäuse geleitet, von wo es durch Öffnungen in der Laufbuchse in den Zylinder gelangt.

## Geschichte
Dieser Flugmotor der Société des Moteurs Gnome wurde erstmals beim Pariser Salon 1913 gezeigt. Auch für ihn wurden – wie für seine Vorgänger – Lizenzen in verschiedene Länder vergeben, so unter anderem ins Deutsche Reich, wo er von der Motorenfabrik Oberursel gefertigt wurde. So kam es, dass im Ersten Weltkrieg dieser weit verbreitete Motor und dessen Ableitungen von beiden kriegführenden Parteien verwendet wurden.
Das US-Patent für die Kurbelwelle wurde am 12. Juni 1909 eingereicht und am 24. Mai 1910 gewährt.
Das US-Patent für den Auslassventilmechanismus wurde am 1. Juli 1913 eingereicht und am 21. Mai 1918 gewährt.

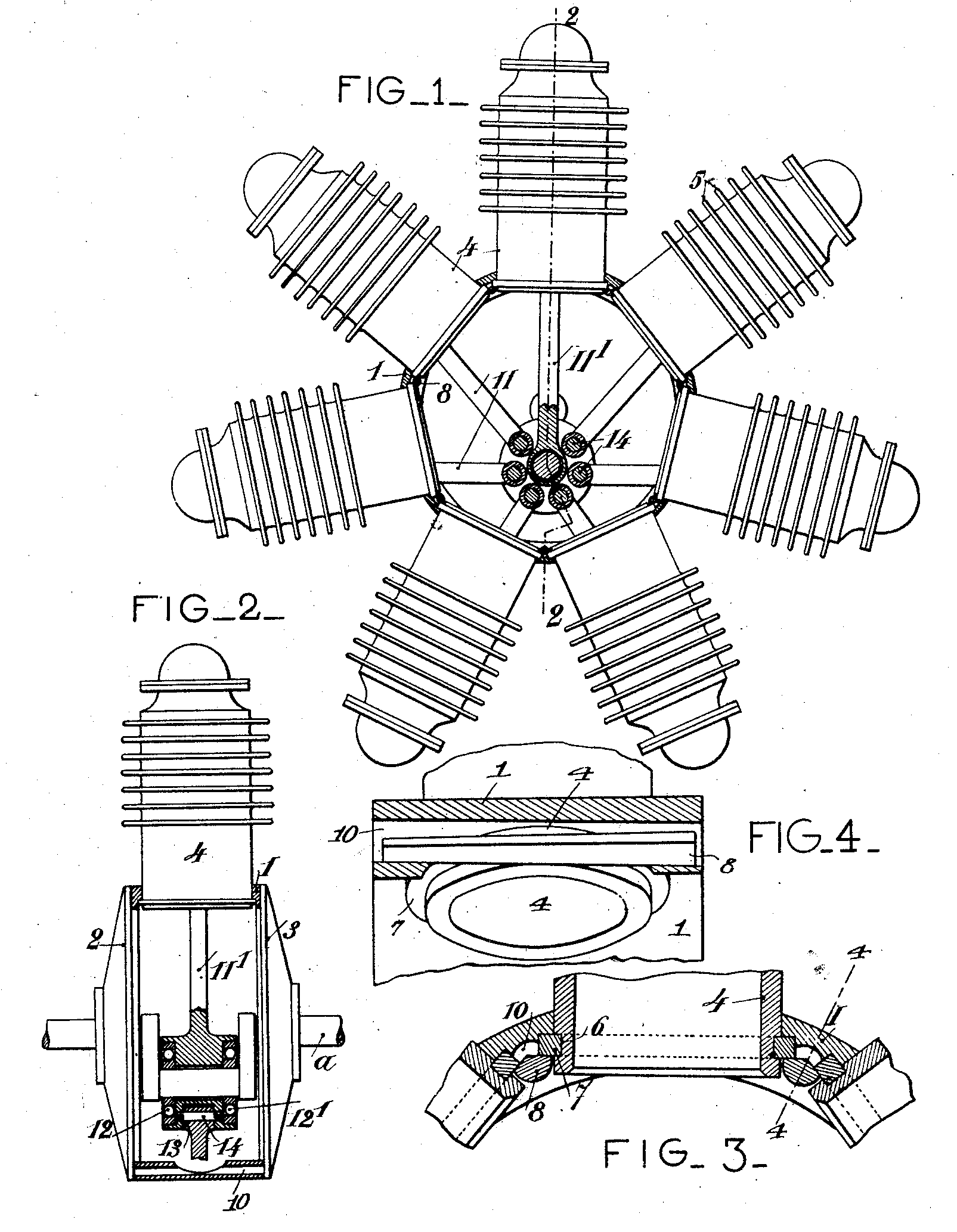
Zeichnungen aus Patent US959172A
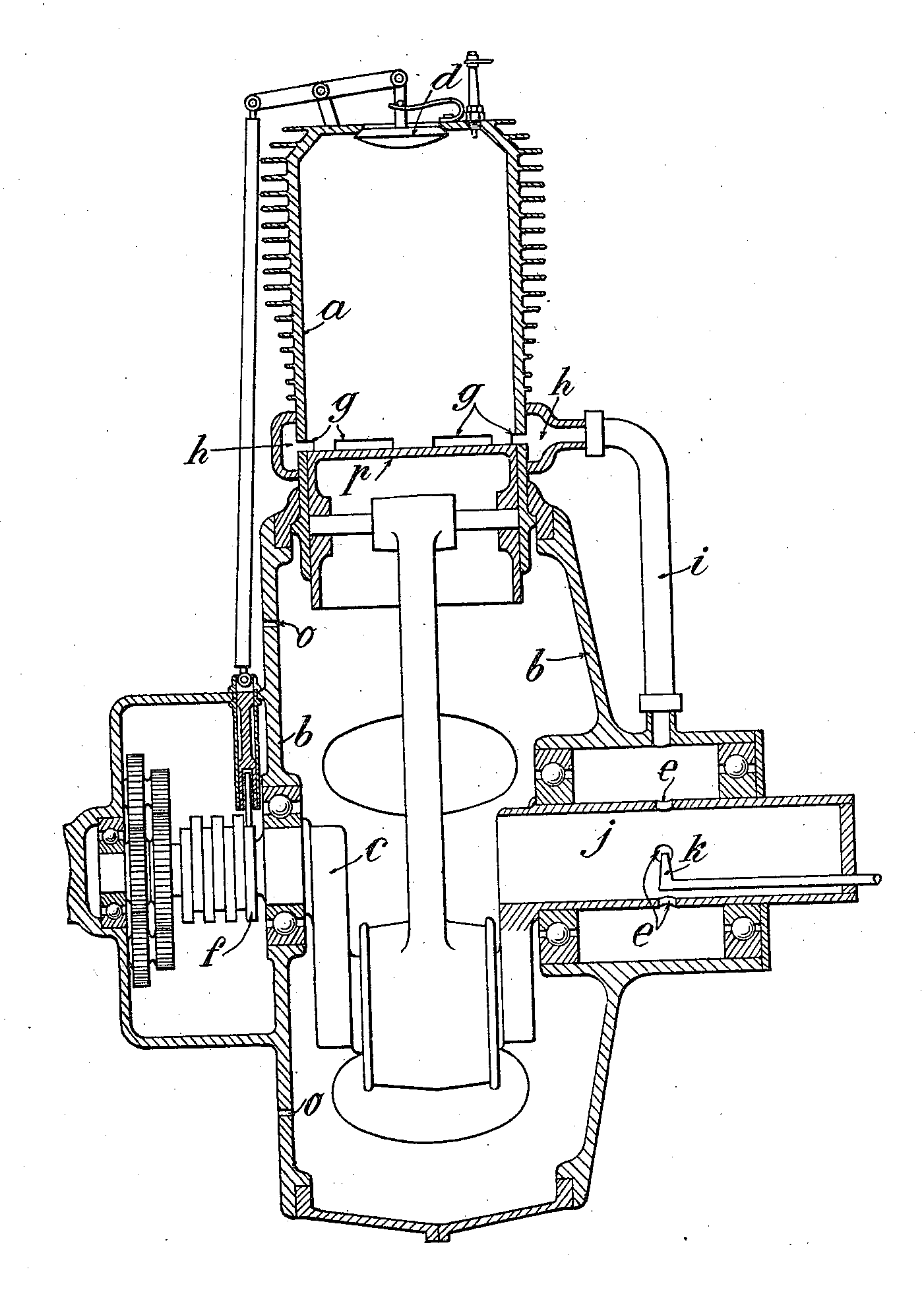
Zeichnung 1 aus Patent US1267128A Auslassventil d Einlassöffnung g

## Aufbau
Die einzelnen, recht groß bemessenen Ventile in den Scheiteln der Verbrennungsräume wurden von einer auf der Kurbelwelle gelagerten, gegenüber dem Kurbelgehäuse mit halber Drehzahl laufenden Nockenwelle über Rollenstößel, Stoßstangen und Kipphebel betätigt. Gegen Ende des Arbeitstaktes wurde das Ventil geöffnet, die verbrannten Gase konnten ohne einen Abgaskrümmer direkt in die Umgebungsluft entweichen und wurden bei der folgenden Aufwärtsbewegung des Kolbens ausgeschoben. Durch das während des anschließenden Ansaugtaktes weiter offene Ventil strömte zunächst von außen Frischluft ein, wodurch das Ventil gut gekühlt wurde. Erst während der Abwärtsbewegung des Kolbens wurde es geschlossen, so dass sich im Zylinder durch die Weiterbewegung des Kolbens ein Unterdruck bildete. Bei den Vorgängermotoren war noch ein verhältnismäßig kompliziertes, sich frei bewegendes Einlassventil im Kolbenboden eingebaut, dessen Masse durch Gegengewichte ausgeglichen werden musste, um die Fliehkraftwirkung aufzuheben. Es hatte sich infolge des Unterdrucks im Zylinder kurz vor Erreichen des unteren Totpunkts geöffnet und dem noch zu reichen Kraftstoff-Luftgemisch aus dem Kurbelgehäuse ermöglicht, in den Zylinder einzuströmen. Dieses Ventil war bei den Monosoupape-Motoren nun entfallen und durch eine Reihe von Einlassbohrungen ersetzt worden, die nun vom Kolben im letzten Teil seines Weges freigelegt wurden und so den Zutritt des Kraftstoffnebels ermöglichten. Erst durch die Vermischung mit der in den Zylinder eingeströmten Frischluft entstand nun während des Verdichtungshubes ein zündfähiges Gemisch, das beim Erreichen des oberen Totpunktes durch die Zündkerze gezündet wurde. Es folgte der Arbeitstakt und der Vorgang begann von neuem. Zur Schmierung dieser Motoren musste das benzinunlösliche Rizinusöl verwendet werden, so dass der Pilot, außer dem Gestank der Verbrennungsgase, auch noch den des Öls auszuhalten hatte.

## Funktion
Der Motor hatte weder einen Vergaser noch eine Drosselklappe, stattdessen wurde der Kraftstoff mit einer Rohrleitung unter Druck durch den hohlen hinteren Teil der feststehenden Kurbelwelle bis ins Kurbelgehäuse geführt und dort über eine Düse zerstäubt. Frischluft kam ebenfalls durch die hohle Welle dazu. Die Leistung ließ sich nun weitgehend regeln, anders als bei den Vorgängermotoren. Mit Hilfe eines kleinen Handrades im Führerraum konnte der Hub der Ventile verstellt werden. Damit konnte einmal das Verhältnis von Kraftstoff zu Luft der Flughöhe angepasst oder die Leistung durch ein mageres Gemisch verringert werden. So war erstmals ein Umlaufmotor in Grenzen regelbar. Vorher musste der Pilot – zum Beispiel beim Landen – die Zündung zeitweise unterbrechen, um die Leistung zu verringern, da er keinen Gashebel hatte. Abgestellt wurde der Motor einfach durch Schließen des Brandhahns.
Durch den Wegfall der Einlassventile ging der Kraftstoff-, vor allem aber der Ölverbrauch wesentlich zurück.
Auch die Wartung war einfacher. Die automatischen Einlassventile der frühen Gnome-Motoren waren schwierig einzustellen und nur nach Abnehmen der Zylinderköpfe zugänglich. Zusätzlich zu ihren durch die Motordrehzahl begrenzten Leistungen sowie einem resultierenden schlechten Füllgrad der Zylinder neigten die innenliegenden Einlassventile schnell zu Fehlfunktionen, wurden schwergängig und arbeiteten in größeren Höhen nur mangelhaft. So waren die Einlassventile Grund ständiger Wartungsprobleme und für die sehr kurzen Zeiten zwischen den Motorüberholungen (TBO) verantwortlich.

## Einzelbelege
1. 1 2  Patent  US959172A: Rotary Engine. Angemeldet am 12. Juni 1909, veröffentlicht am 24. Mai 1910, Anmelder: Moteurs Gnome, Erfinder: Louis Lazare Auguste Seguin.‌
2. 1 2  Patent  US1267128A: Four-Cycle Explosion-Engine. Angemeldet am 1. Juli 1913, veröffentlicht am 21. Mai 1918, Anmelder: Moteurs Gnome, Erfinder: Louis Lazare Auguste Seguin.‌
3. ↑  Archivierte Kopie (Memento vom 6. Juli 2008 im Internet Archive) (PDF; 465 kB) Kimble D. McCutcheon: Gnome Monosoupape Type N Rotary. S. 2.